# Lamproclytus
Lamproclytus is een kevergeslacht uit de familie van de boktorren (Cerambycidae). De wetenschappelijke naam van het geslacht werd voor het eerst geldig gepubliceerd in 1932 door Fisher.

## Soorten
Lamproclytus is monotypisch en omvat slechts de volgende soort:
- Lamproclytus elegans Fisher, 1932